# ادی بیشاپ
ادی بیشاپ (انگلیسی: Eddie Bishop؛ زادهٔ ۲۸ نوامبر ۱۹۶۱) بازیکن فوتبال اهل بریتانیا است.
از باشگاه‌هایی که در آن بازی کرده‌است می‌توان به باشگاه فوتبال نانت‌ویچ، باشگاه فوتبال ترانمره راورز، باشگاه فوتبال آلترینچام، باشگاه فوتبال کرو آلکساندرا، باشگاه فوتبال ویتون آلبیون، باشگاه فوتبال وینسفورد یونایتد، و باشگاه فوتبال نورتویچ ویکتوریا اشاره کرد.